# Torah Bright

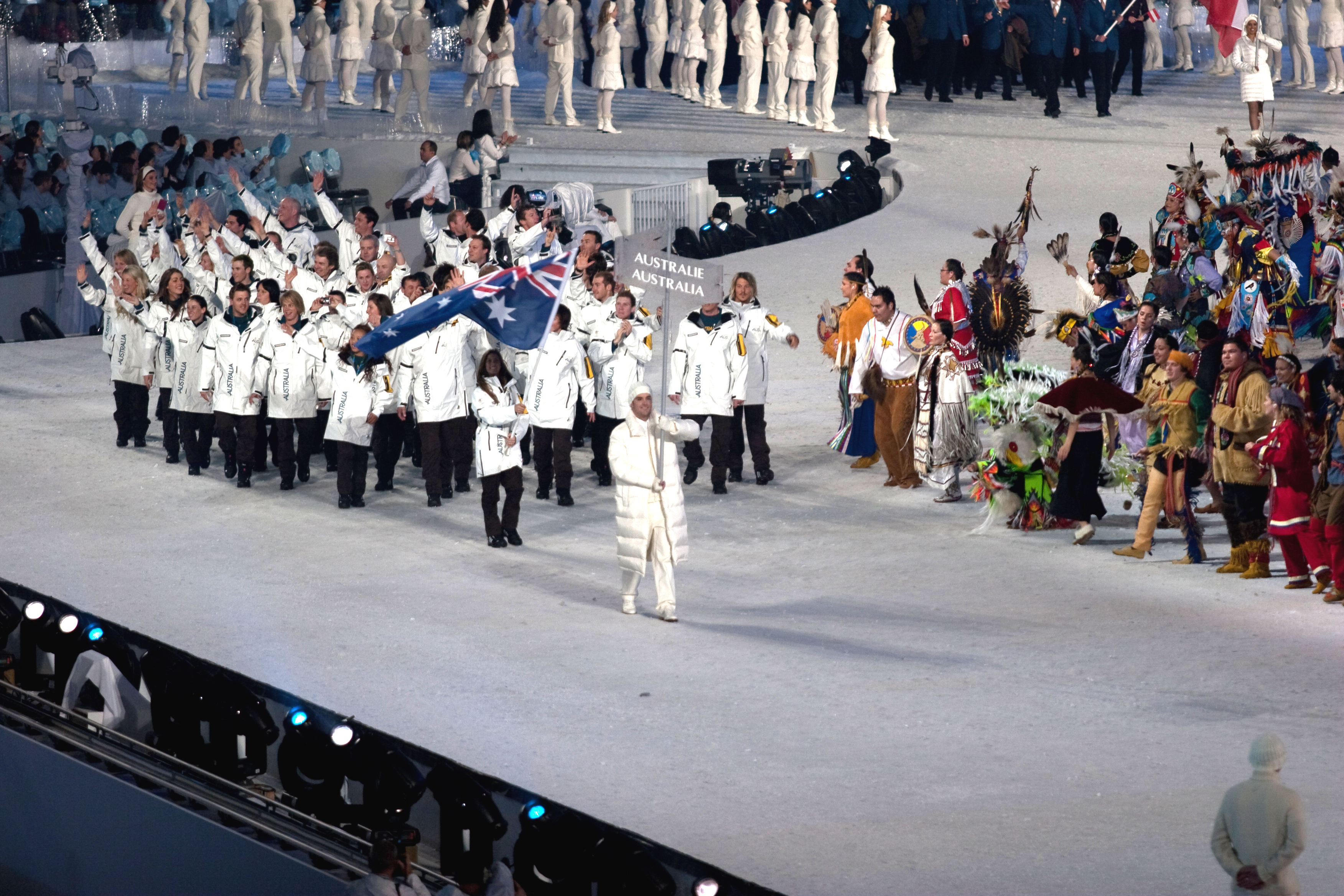
Torah Bright bär den australiensiska flaggan under inmarschen till Vinter-OS 2010.

Torah Jane Bright, född 27 december 1986 i Cooma, Australien, numera bosatt i Salt Lake City, Utah, USA, är en australiensisk snowboardåkare. Vid 14 års ålder började hon en karriär som professionell snowboardåkare, och har sedan dess skördat framgångar i X Games, och vann guld i Vinter-OS 2010 i halfpipe.